# Petchia
Petchia é um género botânico pertencente à família Apocynaceae.